# 15-й микрорайон (Самара)
15-й микрорайон Самары расположен в пределах улиц Алма-Атинской, Черемшанской, Стара-Загора и Ташкентской.
В настоящий момент планируется строительство недалеко от микрорайона зоопарка, площадью 107 га (больше Парижского и Московского).
Территориально микрорайон входит в состав Кировского района Самары.

## Исторический район
До 1970-х годов на территории микрорайона располагался «Сад-Совхоз», а ближе к улице Алма-Атинской — лес и дачи.